# DIA (grupo musical)
DIA (hangul: 다이아; curto de DIAMOND e acrônimo para Do It Amazing) é um grupo feminino sul-coreano formado pela MBK Entertainment em 2015. O grupo atualmente consiste em sete integrantes: Eunice, Jueun, Huihyeon, Yebin, Chaeyeon, Eunchae e Somyi. Formado originalmente por Seunghee, Eunice, Huihyeon, Jenny, Yebin, Eunjin e Chaeyeon. elas fizeram sua estreia oficial em 14 de setembro de 2015 com o lançamento do álbum Do It Amazing.

## História

### Pré-estreia
Em fevereiro de 2015, a MBK Entertainment anunciou que estava planejando lançar um novo grupo. Originalmente, a empresa havia decidido fazer um programa de sobrevivência onde os membros competiriam para seu novo grupo, através do qual o público pudesse se familiarizar com os candidatos.
A MBK Entertainment revelou as primeiras integrantes potenciais: Huihyeon, Eunjin e Kim Minhyun. Minhyun deixou o projeto devido a razões pessoais, e Moon Seulgi e Chaeyeon foram adicionadas para substituí-la.
Em 10 de fevereiro, Kim Dani foi confirmada para participar do projeto e anunciaram o nome do programa como "T-ara's Little Sister Girl Group". Seunghee também foi confirmada e se juntou ao projeto. Seunghee originalmente fez sua estreia como integrante do F-ve Dolls em 2013, no entanto, ela deixou dois anos mais tarde, quando o grupo anunciou seu fim.
Em junho, MBK Entertainment anunciou que tinha cancelado seus planos para um programa de sobrevivência, e decidiu escolher os membros internamente. As três últimas integrantes Yebin, Eunice e Jenny foram reveladas e o grupo foi definido para estrear em agosto com o nome de "DIA". A agência anunciou que a formação final do grupo ia ser com seis integrantes: Eunice, Huihyeon, Jenny, Yebin, Eunjin e Chaeyeon, no entanto acrescentou que seria possível adicionar uma outra integrante no grupo e estrear com sete integrantes. Mais tarde, a agência adicionou Seunghee ao grupo, fazendo assim um grupo com sete integrantes. Dani e Seulgi saíram antes do grupo estrear para continuarem sendo trainees.

### 2015–2016:Do It Amazing, Happy EndingeSpell
Em 14 de setembro de 2015, DIA lançou seu primeiro álbum, Do It Amazing. No mesmo dia o MV de seu primeiro single "Somehow", foi lançado. Sua primeira aparição pública oficial foi em 14 de setembro onde grupo realizou um show case no lchi Art Hall in Seoul. Elas fizeram o seu debut stage no M! Countdown em 17 de setembro de 2015.
Em 19 de outubro, o grupo lançou o MV da faixa "My Friend's Boyfriend", outra canção de seu álbum de estreia, elas continuaram suas promoções com a nova música em Music Stages.
Em 17 de dezembro, Huihyeon e Chaeyeon anunciaram que iriam sair temporariamente do grupo para participar do projeto Produce 101. Foi revelado que tanto Huihyeon quanto Chaeyeon, fizeram a audição e assinaram com o show, antes mesmo da estreia oficial do DIA. O grupo afirmou que iria continuar promovendo com de cinco integrantes por hora. Depois de ser eliminada no episódio 11 do Produce 101, Huihyeon retomou as atividades do grupo. Chaeyeon ficou colocada em 7º lugar no episódio final, o que concedeu sua entrada para o I.O.I, e continuou seu hiatus de 10 meses para realizar suas atividades com o I.O.I, que teve sua estreia oficial em maio de 2016.
Em 7 de março, a MBK Entertainment anunciou: Desde que as integrantes Huihyeon e Chaeyeon estão temporariamente afastadas do grupo para participar do programa ‘Produce 101’, nós reorganizamos o grupo e recrutamos uma nova integrante para preencher o local vago. Eunchae (introduzida como Chaewon) foi adicionada ao grupo e a agência ainda confirmou que elas estavam atualmente se preparando para um retorno.
Em 13 de abril, a agência anunciou oficialmente a saída de Seunghee do grupo devido ao seu contrato com a mesma que iria expirar no dia 30, porém que ela decidiu não renovar, para focar em sua carreira de atriz.
Em 19 de abril, a agência do I.O.I afirmou: Como já foi mencionado, é possível que as integrantes possam promover de acordo com suas diferentes agências. No entanto, o I.O.I estará promovendo como um todo ou em unidades para os próximos 10 meses.
Em 10 de maio, a MBK Entertainment anunciou que Huihyeon e Chaeyeon estavam retornando para o grupo para se preparar para seu retorno em junho. Foi confirmado que Huihyeon iria usar seu verdadeiro nome e Chaewon usaria Eunchae para futuras promoções. Em 28 de maio, o grupo realizou uma performance no Youth Dance Festival com Eunchae pela primeira vez.
Em 14 de junho, o primeiro mini-álbum do grupo, Happy Ending foi lançado junto com o MV de "On the Road". Elas fizeram seu retorno no M! Countdown em 16 de junho.
Em 11 de agosto, a MBK Entertainment lançou uma imagem teaser com o título de "Mr. Potter", com a data de lançamento marcada para o dia 12 de setembro. O grupo estaria retornando com um conceito de Harry Potter, produzido por Shaun Kim. A agência anunciou oficialmente que o novo mini-álbum do grupo seria intitulado Spell juntamente com a faixa-principal "Mr. Potter", no entanto afirmou que o retorno do grupo seria adiado do seu cronograma original. O álbum e o MV da faixa foram lançados oficialmente no dia 13 de setembro. O grupo fez um show case especial no Blue Square Samsung Card Hall no 12 de setembro.
Em 8 de dezembro, DIA anunciou que iria fazer seu primeiro concerto, First Miracle em 24 e 25 de dezembro. Em 27 dezembro, a MBK Entertainment anunciou que o grupo iria lançar um single digital especial First Miracle DIAID Ⅰ, Ⅱ. O grupo iria se separar em A & B unidades: a unidade A com o nome de BinChaenHyunSeu, (consiste nas integrantes Eunice, Huihyeon, Yebin e Chaeyeon), iriam lançar a faixa chamada "You Are the Moon and Earth" em 29 de dezembro e a unidade B com o nome de  L.U.B. (curto de Lovely Unit B; consiste em Jenny, Eunjin e Eunchae) iriam lançar a faixa chamada "13/32" em 31 de dezembro. Ambas unidades promoveram em programas de músicas em janeiro.

### 2017–2018:YOLO, Love Generation, saída de Eunjin, The Unit, curto hiatus de Yebin e Somyi eSummer Ade
Em 18 de março, o DIA foi visto filmando seu reality show YOLO TRIP no Japão. Em 31 de março, foi confirmado que o reality show começaria a ser exibido no dia 9 de abril na rede de TV Onstyle.
Em 5 de abril, Jueun e Somyi foram anunciadas como novas integrantes do grupo. No dia 6 de abril, o single pré-lançamento do grupo You Are My Flower foi lançado. A música é uma música de trote, com cantores de trote Kim Yeon Ja e Hong Jin-young. Em 19 de abril, o segundo álbum completo do grupo, YOLO, foi lançado. O álbum continha catorze faixas, com o single intitulado Will You Go Out With Me?. O álbum também inclui várias faixas compostas pelos próprios membros e apresentando vários artistas, tais como o rapper DinDin, cantores de trote Kim Yeon-ja e Hong Jin-young e a ex-integrante do I.O.I  e solista Kim Chung-ha.
DIA lançou seu terceiro EP intitulado Love Generation em 22 de agosto de 2017. O álbum contém doze faixas, com o single intitulado Can't Stop.
A MBK Entertainment anunciou que Yebin e Somyi iriam participando do projeto da KBS, Idol Rebooting - The Unit. Devido a sua participação, o grupo continuará a promoção com sete membros.
Em 8 de outubro, um relançamento de Love Generation, com o título de Present foi lançado. O álbum contém o single "Can't Stop" e outras três novas faixas, incluindo o single "Good Night" e o dueto de Yebin e Somyi intitulado "Seoraksan in October", que já tinha sido lançado em 28 de setembro. Foi anunciado que as integrantes Yebin e Somyi apenas participaram da preparação do álbum, porém não iriam promover devido sua participação no show de sobrevivência The Unit.
Em 10 de fevereiro de 2018, o final de The Unit foi realizado no COEX Stadium, com Yebin e Somyi em segundo e décimo segundo lugar, respectivamente. Yebin irá promover como integrante do grupo feminino do programa, UNI.T, por 7 meses.
Em 7 de maio, Eunjin anunciou oficialmente sua saída do grupo devido a problemas de saúde.
“Olá, é a Eunjin. Todos os membros da AID estão indo bem?
Primeiro eu quero me desculpar por escrever isso quando todos vocês esperaram por mim por tanto tempo.
Esta será uma longa carta, mas espero que contenha minha sinceridade.
Para ser honesta, minha saúde estava muito ruim desde o ano passado. Houve dias em que eu estava bem e havia dias em que não podia sair do dormitório o dia todo.
Quando aqueles dias aconteceram, os membros estavam sempre lá para segurar minha mão, então eu pude suportar.
Mas quando eu estava no palco, era difícil me livrar dos sentimentos de ser dominada e com medo.
É por isso que houve momentos em que não consegui mostrar o melhor lado de mim mesma e mostrei um lado decepcionante. Eu acho que isso deve ter sido uma fonte de desapontamento para as pessoas que apoiam o DIA. É tarde, mas eu sinceramente quero me desculpar por isso.
Continuei a receber tratamento, para as pessoas que estavam me ajudando, assim como para mim, mas minha saúde ainda não está boa. Este é um trabalho que eu queria fazer há muito tempo, e quero fazê-lo bem, e é precioso para mim, mas acho que estou faltando muito no momento.
Desde que o DIA está se preparando para um comeback, eu pensei que estou ficando no caminho dos membros e incapaz de ajudá-las, então tomei a difícil decisão de deixar o grupo.
Eu realmente pensei sobre isso por um longo tempo, e esta é uma decisão que eu cheguei depois de pensar muito. Me desculpe novamente por lhe dar essa dor. Espero que as pessoas que amo e as que me amam não se machuquem com a minha decisão.
Este é meu último adeus como Eunjin do DIA, mas vou torcer por nossas membros como a fã que mais ama DIA, e voltar para a minha vida normal como Eunjin e viver bem.
Sou muito grata as minhas preciosas integrantes do DIA, que me ajudaram e me preocuparam e me incentivaram ao meu lado, aos membros da equipe da agência e aos AID. Eu amo vocês.”
No final de 2017, as duas membros do DIA, Yebin e Somyi, foram para o programa "THE UNIT", o programa tem o intuito de dar uma segunda chance para artistas de K-pop que não foram bem-sucedidos e debutar dois grupos, um masculino e um feminino UNIT B e UNIT G. No caso de Yebin e Somyi, assumiram que queriam mais popularidade individual e em grupo. No último episódio do programa, exibido em 10 de fevereiro de 2018, apenas Yebin foi uma das nove finalistas do programa, que ficou em 2° lugar e acabou debutando. Mas o objetivo das duas membros acabou se concretizando, mesmo Somyi. que ficou em 12° e que não debutando no grupo UNIT G, ganhou bastante popularidade.
Em 9 de Junho de 2018, foi anunciado que DIA faria um comeback em 5 de Julho de 2018 Ja havia sido anunciado que o grupo voltaria em Abril com uma música produzida por Shinsadong Tiger. No dia do lançamento proposto do álbum, MBK Entertaiment emitiu uma nota oficial anunciando e pedindo desculpas pelo adiamento, dizendo que seria lançado dia 18 de Julho, Mas isto não aconteceu, com a companhia justificando os adiamentos para assegurar um material de alta qualidade. DIA ultimamente lançou seu quarto álbum Summer Ade em 9 de Agosto de 2018 com a faixa-título "Woo Woo". em 14 de Agosto, o grupo recebeu sua primeira vitória em programas musicais no The Show da SBS MTV.

### 2019:Newtroe saída de Jenny
Em 19 de Março de 2019, DIA lançou seu quinto mini álbum entitulado Newtro, Depois de prévias notícias de um lançamento em 28 e 21 de Março. Antes da confirmação, haviam notícias de que o grupo voltaria em 7 de Novembro de 2018 com um "Bo Peep Bo Peep 2.0" produzido por Shinsadong Tiger. Mas, nada se materializou. Em 20 de Fevereiro, MBK Entertainment confirmou que o comeback de Dia e a produção de single estava sendo gerenciada por Shinsadong Tiger. O álbum é o primeiro lançamento sem Jenny devido a uma contusão no joelho. Marcando a primeira vez que o grupo promove com 7 membros desde Spell. Em 6 de Julho, MBK entertainment confirmou que Jenny saiu do grupo devido a problemas de saúde a ver com o seu joelho.

### 2020-Presente: Flower 4 Seasons, estréia solo de Yebin e a saída de Somyi
Em 25 de maio de 2020, foi revelado que o grupo voltaria com seu sexto EP Flower 4 Seasons em 10 de junho, marcando seu primeiro lançamento após a MBK se tornar PocketDol Studio. Foi confirmado que o grupo promoverá com cinco membros como uma unit sem Chaeyeon & Somyi.
Em 23 de junho de 2021, Yebin fez sua estréia solo com o single "Yes I Know".
Em 9 de janeiro de 2022, PocketDol confirmou que Somyi tinha rescindido seu contrato e deixado o DIA após um escândalo relacionado a streaming de conteúdo adulto.

## Integrantes
- Eunice (hangul: 유니스), nascida Heo Soo-yeon (hangul: 허수연) em 2 de setembro de 1991 (33 anos) em Busan, Coreia do Sul.  Posição: Líder, Dançarina Principal e Vocalista Líder.
- Jueun (hangul: 주은), nascida Lee Ju-eun (hangul: 이주은) em 7 de junho de 1995 (29 anos) em Suwon, Gyeonggi, Coreia do Sul.  Posição: Vocalista Principal.
- Huihyeon (hangul: 희현), nascida Ki Hui-hyeon (hangul: 기희현) em 16 de junho de 1995 (29 anos) em Jeonju, Jeolla do Norte, Coreia do Sul. Posição: Rapper Principal, Dançarina Líder e Vocalista de Apoio.
- Yebin (hangul: 예빈), nascida Baek Ye-bin (hangul: 백예빈) em 13 de julho de 1997 (27 anos) em Chuncheon, Gangwon, Coreia do Sul.  Posição: Vocalista Principal.
- Chaeyeon (hangul: 채연), nascida Jung Chae-yeon (hangul: 정채연) em 1 de dezembro de 1997 (27 anos) em Suncheon, Jeolla do Sul, Coreia do Sul.  Posição: Vocalista Guia, Dançarina Guia, Rapper Guia, Face e Visual.
- Eunchae (hangul: 은채), nascida Kwon Chae-won (hangul: 권채원) em 26 de maio de 1999 (25 anos) em Seul, Coreia do Sul.  Posição: Vocalista Líder e Dançarina Guia.

### Ex-integrantes
- Seunghee (hangul: 승희), nascida Cho Seung-hee (hangul: 조승희) em 3 de junho de 1991 (33 anos) em Gwangju, Coreia do Sul.  Posição: Vocalista Principal.
- Jenny (hangul: 제니), nascida Lee So-yul (hangul: 이소율) em 14 de setembro de 1996 (28 anos) em Incheon, Coreia do Sul.  Posição: Rapper Líder, Vocalista de Apoio e Visual.
- Eunjin (hangul: 은진), nascida Ahn Eun-jin (hangul: 안은진) em 31 de agosto de 1997 (27 anos) em Gwangju, Coreia do Sul.  Posição: Dançarina Principal, Rapper Líder e Vocalista Guia.
- Somyi (hangul: 솜이), nascida Ahn Som-yi (hangul: 안솜이) em 26 de janeiro de 2000 (25 anos) em Changwon, Gyeongsang do Sul, Coreia do SulPosição: Vocalista Guia, Dançarina Guia e Maknae.

### Repartição de unidades
- BCHS:  Eunice, Huihyeon, Yebin, Chaeyeon e Somyi
- L.U.B: Jueun e Eunchae (Antes continha Jenny e Eunjin)

## Discografia
Álbuns de estúdio
- 2015: Do It Amazing
- 2017: YOLO

Extended plays
- 2016: Happy Ending
- 2016: Mr. Potter
- 2017: Love Generation / Present
- 2018: Summer Ade
- 2019: Newtro
- 2020: Flower 4 Seasons

## Filmografia

### Reality shows
| Ano  | Título        | Emissora   | Notas                                                                       |
| ---- | ------------- | ---------- | --------------------------------------------------------------------------- |
| 2015 | DIA Daily     | Afreeca TV | 1ª temporada (episódio 1–15; dois episódios especiais) e 2ª (episódio 1–46) |
| 2017 | DIA YOLO Trip | OnStyle    | 4 episódios                                                                 |

## Videografia

### Videoclipes
| Título                           | Ano  | Diretor                   |
| -------------------------------- | ---- | ------------------------- |
| "Somehow"                        | 2015 | —                         |
| "Lean on Me" (feat. Microdot)    | 2015 | —                         |
| "My Friend's Boyfriend"          | 2015 | —                         |
| "On the Road"                    | 2016 | TIGERCAVE                 |
| "Mr. Potter"                     | 2016 | TIGERCAVE                 |
| "The Love"                       | 2016 | —                         |
| "Will You Go Out with Me?"       | 2017 | —                         |
| "LO OK" (como BinChaenHyunSeuS)  | 2017 | Youngeum Lee (OGG Visual) |
| "Darling My Sugar" (como L.U.B.) | 2017 | Youngeum Lee (OGG Visual) |
| "Can't Stop (E905)"              | 2017 | SUSHIVISUAL               |
| "Good Night"                     | 2017 | —                         |
| "Woo Woo"                        | 2018 | Hong Won-Ki (Zanybros)    |
| "Woowa"                          | 2019 | —                         |
| "Hug U"                          | 2020 |                           |

## Discografia

### Álbuns de Estúdio
| Título        | Detalhes                                                                                        | Posições topo de charts | Vendas                    |
| Título        | Detalhes                                                                                        | KOR                     | Vendas                    |
| ------------- | ----------------------------------------------------------------------------------------------- | ----------------------- | ------------------------- |
| Do It Amazing | - Data de lançamento: 14 de Setembro de 2015 - Marca: MBK Entertainment - Formatos: CD, digital | 11                      | - KOR: 2,412              |
| YOLO          | - Data de Lançamento: April 19, 2017 - Marca: MBK Entertainment - Formatos: CD, digital         | 3                       | - KOR: 18,463 - JPN: 218+ |

### Extended plays
| Título           | Detalhes | Posições topo de charts | Vendas        |
| Título           | Detalhes | KOR                     | Vendas        |
| ---------------- | --- | ----------------------- | ------------- |
| Happy Ending     | - Data de Lançamento: 14 de Junho de 2016 - Marca: MBK Entertainment - Formatos: CD, digital                  | 7                       | - KOR: 9,474  |
| Spell            | - Data de Lançamento: 13 de setembro de 2016 - Marca: MBK Entertainment - Formatos: CD, digital               | 4                       | - KOR: 13,405 |
| Love Generation  | - Data de Lançamento: 22 de agosto de 2017 - Marca: MBK Entertainment - Formatos: CD, digital                 | 7                       | - KOR: 27,482 |
| Love Generation  | - Relançado: 12 de Outubro de 2017 (Presente) - Marca: MBK Entertainment - Formatos: CD, digital              | 12                      | - KOR: 9,562  |
| Summer Ade       | - Data de Lançamento: 9 de Agosto de 2018 - Marca: MBK Entertainment - Formatos: CD, digital                  | 5                       | - KOR: 12,076 |
| Newtro           | - Data de Lançamento: 19 de março de 2019 - Marca: MBK Entertainment - Formatos: CD, digital                  | 8                       | - KOR: 10,576 |
| Flower 4 Seasons | - Data de Lançamento: 10 de Junho de 2020 - Marca: MBK Entertainment PocketDol Studio - Formatos: CD, digital | 17                      | - KOR: 6,280  |

### Singles
| Título                                                                                 | Ano  | Posições topo do chart | Vendas (downloads digitais) | álbum            |
| Título                                                                                 | Ano  | KOR                    | Vendas (downloads digitais) | álbum            |
| -------------------------------------------------------------------------------------- | ---- | ---------------------- | --------------------------- | ---------------- |
| "Somehow" (왠지)                                                                       | 2015 | 152                    | - KOR: 20,924+              | Do It Amazing    |
| "My Friend's Boyfriend" (내 친구의 남자친구)                                           | 2015 | 288                    | - KOR: 4,025+               | Do It Amazing    |
| "On the Road" (그 길에서)                                                              | 2016 | 48                     | - KOR: 81,811+              | Happy Ending     |
| "Mr. Potter" (미스터포터)                                                              | 2016 | 103                    | - KOR: 22,828+              | Spell            |
| "Will You Go Out with Me?" (나랑사귈래?)                                               | 2017 | 78                     | - KOR: 27,708+              | YOLO             |
| "Can't Stop" (듣고싶어)                                                                | 2017 | —                      | - KOR: 19,159+              | Love Generation  |
| "Good Night" (굿밤)                                                                    | 2017 | —                      | —                           | Present          |
| "Woo Woo" (우우)                                                                       | 2018 | —                      | —                           | Summer Ade       |
| "Woowa" (우와)                                                                         | 2019 | —                      | —                           | Newtro           |
| "Hug U" (감싸줄게요)                                                                   | 2020 | —                      | —                           | Flower 4 Seasons |
| "—" denota lançamentos que não entraram em chart ou não foram lançados naquela região. |      |                        |                             |                  |

1. ↑  "Can't Stop" não entrou no Gaon Digital Chart, mas chegou À posição 89 no Download component chart.[65]
2. ↑  "Woo Woo" não entrou no Gaon Digital Chart, mas chegou à posição 82 no  Download component chart.[67]
3. ↑  "Woowa" não entrou no Gaon Digital Chart, mas chegou à posição 90 no Download component chart.[68]
4. ↑  "Hug U" não entrou no Gaon Digital Chart, mas atingiu o número 106 na tabela digital de Download.

## Prêmios e indicações

### Gaon Chart K-Pop Awards
| Ano  | Categoria           | Resultado |
| ---- | ------------------- | --------- |
| 2015 | Novo Artista do Ano | Indicado  |

### Seoul Music Awards
| Ano  | Trabalho indicado | Prêmio                 | Resultado |
| ---- | ----------------- | ---------------------- | --------- |
| 2015 | "Somehow"         | Prêmio Bonsang         | Indicado  |
| 2015 | DIA               | Prêmio de Novo Artista | Indicado  |
| 2015 | DIA               | Prêmio de Popularidade | Indicado  |
| 2015 | DIA               | Prêmio Hallyu Especial | Indicado  |

### AfreecaTV BJ Awards
| Ano  | Trabalho indicado | Prêmio              | Resultado |
| ---- | ----------------- | ------------------- | --------- |
| 2015 | DIA               | Special Idol Awards | Venceu    |

### Asia Artist Awards
| Ano  | Prêmio                        | Resultado |
| ---- | ----------------------------- | --------- |
| 2016 | Artista Mais Popular (Cantor) | Indicado  |